# Austin Film Critics Association
Pour les articles homonymes, voir AFCA (homonymie).
L'Austin Film Critics Association (AFCA) est une association américaine de critiques de cinéma, basée à Austin, aux États-Unis et fondée en 2006.
Elle remet chaque année les Austin Film Critics Association Awards (AFCA Awards), qui récompensent les meilleurs films de l'année.

## Catégories de récompense
- Meilleur film
- Meilleur réalisateur
- Meilleur acteur
- Meilleure actrice
- Meilleur acteur dans un second rôle
- Meilleure actrice dans un second rôle
- Révélation de l'année
- Meilleur premier film
- Meilleur scénario original
- Meilleur scénario adapté
- Meilleure photographie
- Meilleure musique de film
- Meilleur film en langue étrangère
- Meilleur film d'animation
- Meilleur film documentaire
- Austin Film Award

## Films de la décennie

### Années 2000
1. Eternal Sunshine of the Spotless Mind (2004)
2. There Will Be Blood (2007)
3. Le Seigneur des anneaux (The Lord of the Rings) (2001-2003)
4. The Dark Knight : Le Chevalier noir (The Dark Knight) (2008)
5. Requiem for a Dream (2000)
6. Kill Bill (2003/2004)
7. No Country for Old Men (2007)
8. Les Indestructibles (The Incredibles) (2004)
9. Les Fils de l'homme (Children of Men) (2006)
10. Memento (2000) et Les Infiltrés (The Departed) (2006) (égalité)[1]